# 高雄捷運橘線
高雄捷運橘線 （きつせん Orange Line）は、台湾高雄市鼓山区にある哈瑪星駅から、高雄市大寮区にある大寮駅までを結ぶ、高雄捷運の路線。高雄市内を十字連絡する捷運システムの東西路線を構成する大量輸送システムである。大寮駅〜鳳山国中駅間の地上区間を除き、あとの区間は地下路線として建設された。
路線は西側は中山大学付近の哈瑪星駅を起点とし、哈瑪星、中正路、大港埔円環（美麗島駅）、文化中心、衛武営（公園予定地）、鳳山を経て終点大寮駅に至る全長14.4kmである。
当初から全ての駅にエレベーター・エスカレーターなどのバリアフリー設備や公衆無線LAN、また地下区間の全ての駅にはホームドアが整備され、更に携帯電話の電波はトンネル内を走行中の列車からも十分通話が可能となるように中継されている。一方で改札内に売店や自動販売機は一切置かれておらず、ガムや飲料を含む飲食や喫煙は法令により罰金の対象となる。計画時には塩埕埔と市議会の間にO3「愛河駅」があったが、地下街の不振（現二二八平和公園）や市政府の移転で取り消されて欠番になった。

## 路線データ
- 建設・運営:高雄捷運公司
- 軌間:1435mm
- 駅数:14駅（起終点駅を含む）
- 複線区間:全線（直流750V・第三軌条方式）
- 閉塞方式:自動列車運転装置（ATO）
- 車両:モジュラー・メトロ3両編成、1両あたり長さ21.9m・幅3.1m・片側4扉（ステンレス車、製造元はシーメンス）
- ダイヤ：時刻表なし、各駅停車のみ、運行時間6:00～23:00、6～10分間隔で運転
- 運賃：最低20元、大寮～哈瑪星駅間45元（現金）
- 車両基地：大寮機廠（大寮駅付近）

## 乗車人員
以下為日平均（2008年9月14日 橘線開業）
- 2008年9月：橘線 - 27,896人
- 2008年10月：橘線 - 35,217人
- 2008年11月：橘線 - 27,252人
- 2008年12月：橘線 - 27,134人
- 2009年1月：橘線 - 35,995人
- 2009年2月：橘線 - 32,471人
- 2009年3月：橘線 - 25,350人
- 2009年4月：橘線 - 25,591人

## 歴史

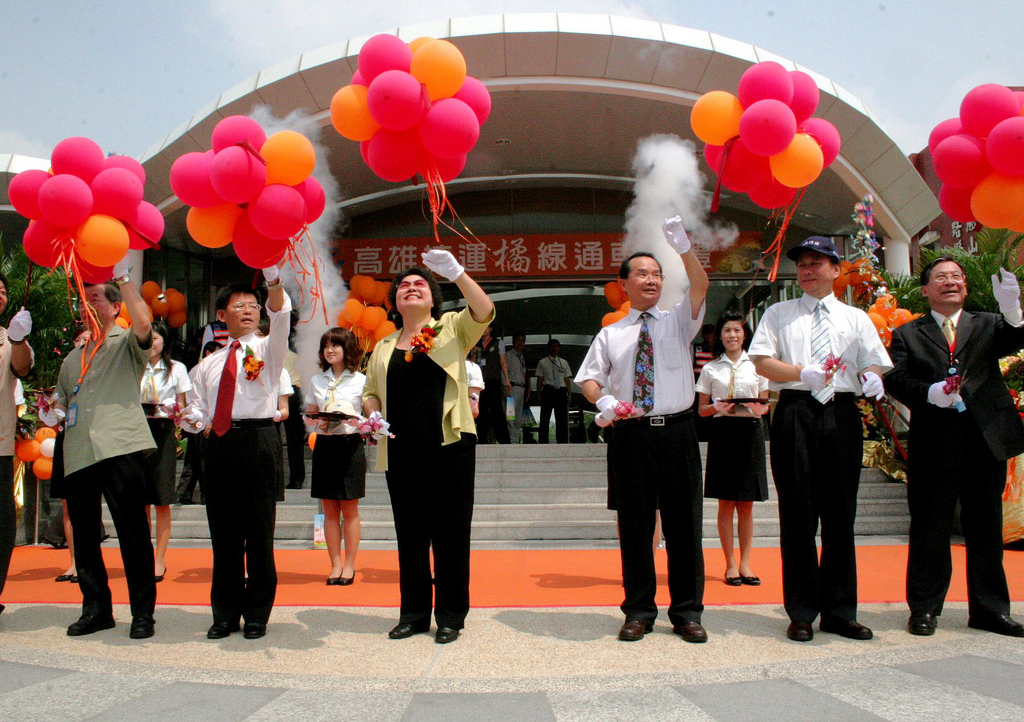
2008年の開業式典（大東駅）

- 2008年9月14日 - 開業、以降1週間無料にて運行。
- 2008年9月21日 - 大東駅にて開業記念式典を挙行。
- 2008年9月22日-10月21日 - 全線15元の優待運賃にて運行。

## 駅一覧
| 駅番号 | 日本語駅名前          | 繁体字中国語駅名前    | 英語駅名前                                     | 接続路線                           | 所在地 | 所在地        |
| ------ | --------------------- | --------------------- | ---------------------------------------------- | ---------------------------------- | ------ | ------------- |
| O1     | 哈瑪星駅 (中山大学)   | 哈瑪星站 (中山大學)   | Hamasen (NSYSU)                                | ■環状軽軌 C14                      | 高雄市 | 鼓山区        |
| O2     | 塩埕埔駅              | 鹽埕埔站              | Yanchengpu                                     |                                    | 高雄市 | 塩埕区        |
| O4     | 前金駅                | 前金站                | Cianjin                                        |                                    | 高雄市 | 前金区        |
| O5     | 美麗島駅              | 美麗島站              | Formosa Boulevard                              | ■紅線 R10                          | 高雄市 | 新興区        |
| O6     | 信義国小駅            | 信義國小站            | Sinyi Elementary School                        | ■黄線                              | 高雄市 | 新興区        |
| O7     | 文化中心駅            | 文化中心站            | Cultural Center                                | ■環状軽軌 C32凱旋公園駅(徒歩連絡)  | 高雄市 | 新興区 苓雅区 |
| O8     | 五塊厝駅              | 五塊厝站              | Wukuaicuo                                      | ■環状軽軌 C32凱旋公園駅 (徒歩連絡) | 高雄市 | 苓雅区        |
| O9     | 苓雅運動園区駅        | 苓雅運動園区站        | Lingya Sports Park                             |                                    | 高雄市 | 苓雅区        |
| O10    | 衛武営駅              | 衛武營站              | Weiwuying                                      | ■黄線                              | 高雄市 | 鳳山区        |
| O11    | 鳳山西駅 (高雄市議会) | 鳳山西站 (高雄市議會) | Fongshan West Station (Kaohsiung City Council) |                                    | 高雄市 | 鳳山区        |
| O12    | 鳳山駅                | 鳳山站                | Fongshan                                       |                                    | 高雄市 | 鳳山区        |
| O13    | 大東駅                | 大東站                | Dadong                                         | ■緑線                              | 高雄市 | 鳳山区        |
| O14    | 鳳山国中駅            | 鳳山國中站            | Fongshan Junior High School                    | ■屏東延伸線(直通運転を予定)        | 高雄市 | 鳳山区        |
| OT1    | 大寮駅                | 大寮站                | Daliao                                         | ■大寮延伸線(直通運転を予定)        | 高雄市 | 大寮区        |

## 延伸計画
将来は塩埕埔より海底トンネルで旗津に至る計画と、大寮駅より南に林園区まで延伸する計画と、鳳山国中駅より東に屏東市まで延伸する計画がある。
屏東へ延伸する案としては、かつて存在した台糖の専用線跡地を活用する案や大外環案の主に2つがあるが、一方では郊外の人口希薄地帯を経由することや既存の台湾鉄路屏東線に並行するため、『不要』との意見もある。